# Anna Galvin
Anna Galvin (właśc. Anna Glavan) (ur. 19 października 1969 w Australii) – australijska aktorka. W 2003 roku wyszła za Raula Inglisa.

## Filmografia
- Driven (1994) jako Jessie
- Scavengers (1994)
- Crocodile Shoes (1994) jako Anabelle Barrett
- Game On (1995) jako Julia
- The Genie From Down Under (1996) jako lady Diana Townes
- The New Adventures of Robin Hood (1997) jako Marion Fitzwater
- Strażnik czasu (1997) jako Anne Thompson
- Portret zabójcy (1998) jako Nikki Ware
- The Sentinel (1998) jako inspektor Megan Connor
- The Genie From Down Under 2 (1998) jako lady Diana Townes
- Viper (1998) jako Mira McKenna
- Słodkie zmartwienia (1999) jako Michelle
- Snoops (1999) jako Susan Cooper
- Hollywood Off-Ramp (2000) jako Lucy
- Once and Again (2000)
- Sprawy rodzinne 2 (2001) jako Brenda Gellers
- The Beast (2001) jako kobieta
- Policjanci z Mt. Thomas (2002) jako Natalie Price
- Da Vinci's City Hall (2005) jako Libby Burton
- Worst Week of My Life (2006) jako Vanessa Bradford
- Veiled Truth (2006) jako Janet
- Gwiezdne wrota (2007) jako dr Reya Varrick
- My Baby Is Missing (2007) jako Dana Hoch
- Więzy krwi (2007) jako Cheryl
- Eureka (2007) jako dr Jane Harrington
- Second Sight (2007) jako Mary Kaufman
- Mistrzowie horroru (2007) jako dr Loring
- Tajemnice Smallville (2007) jako Gina
- Blaszany bohater (2007)
- Brygada (2007) jako Gwen
- Kyle XY (2008) jako Constance Berlinger
- Nie z tego świata (2008) jako pani Fremont
- Tajemnica Andromedy (2008) jako Lisa Stone
- Gwiezdne wrota: Atlantyda (2008) jako Vanessa Conrad
- The Secret Lives of Second Wives (2008) jako Claire
- Messages Deleted (2009) jako Lisa Kwan
- Caprica (2009) jako Shannon Adams
- Defying Gravity (2009) jako Tara Harding
- Gwiezdne wrota: Wszechświat (2009) jako pani Armstrong
- Transparency (2010) jako doktor Ernhart
- Bestia z Wolfsberga (2010) jako pani Carlsberg
- Mr. Young (od 2011) jako Rachel Young
- Dawno, dawno temu (Once Upon a Time; 2015) jako Madeline